# 雅尼奥波利斯
雅尼奥波利斯是巴西巴拉那州的一个市镇。总面积335.613平方公里，总人口7092人，人口密度21.1人/平方公里。